# Fiddler on the Roof
Fiddler on the Roof (Il violinista sul tetto) è un musical, composto da Jerry Bock su libretto di Sheldon Harnick e Joseph Stein, ambientato in un immaginario shtetl ebraico della Russia zarista (Anatevka) nel 1905. È tratto dal libro Tevye and his Daughters (o Tevye the Milkman), in italiano Tevye il lattivendolo ed altre storie, di Sholem Aleichem.
Lo storia è incentrata su Tevye, padre di cinque figlie, e sui suoi sforzi per mantenere la sua famiglia entro le tradizioni religiose, fuori delle influenze esterne che incombono sulle loro vite. Tevye si trova ad affrontare infatti alcune pesanti situazioni: le tre figlie maggiori che scelgono dei mariti che via via si allontanano dalla religione degli avi e l'editto dello Zar che bandisce gli ebrei dall'intero distretto.
Il titolo è ispirato ad un soggetto ricorrente nei quadri del pittore ebreo Marc Chagall, vale a dire il violinista che suona sopra i tetti di un villaggio. Come ci spiega il protagonista Tevye all'inizio dello spettacolo, tale figura ci ricorda le condizioni di estrema instabilità in cui si manifesta l'esistenza ebraica (ma anche dell'esperienza umana in senso generale), “costretta ad improvvisare una semplice melodia senza rompersi l'osso del collo”.

## Trama

### Primo atto
Tevye, un povero lattaio ebreo con cinque figlie, spiega gli usi e costumi dello shetl di Anatevka: ognuno ha un proprio ruolo ben definito, all'interno della famiglia e della società. Le vite di tutti restano comunque precarie come l'equilibrio di un violinista intento a suonare su un tetto (Tradition).
A casa di Tevye, le donne sono intente a preparare il pasto del Sabbath. Con la sua parlantina pungente Golde, la madre, assegna alle figlie Tzeitel, Hodel, Chava, Shprintze e Bielke i compiti casalinghi. Arriva Yente, la sensale di matrimonio locale, per comunicare a Golde che Lazar Wolf, un facoltoso macellaio vedovo più vecchio di Tevye, desidererebbe sposare Tzeitel, la figlia più grande. Nel mentre le ragazze sono fuori a stendere i panni: Tzeitel è preoccupata ma le altre due figlie più grandi, Hodel e Chava, sono eccitate dalla visita. Le tre, tra eccitazione e terrore, si divertono a comparare le loro aspettative, anche imitando Yente intenta a trovare il marito ideale per loro (Matchmaker, Matchmaker). Una ragazza di una famiglia povera deve accettare qualsiasi marito Yente porti, ma Tzeitel in realtà vorrebbe sposare il suo amico di infanzia Motel, che fa il sarto.
Tevye sta consegnando il latte, spingendo il carretto da solo, dato che il cavallo è infortunato. Chiede a se stesso e a Dio: sarebbe stato davvero così problematico averlo fatto ricco? Tutto sarebbe più bello e facile (If I Were a Rich Man). Il venditore di libri racconta a Tevye le notizie del mondo esterno, notizie di pogrom ed espulsioni. Uno straniero, Perchik (“peperoncino” in russo), ode la loro conversazione e li rimprovera per non fare niente altro che parlare, senza agire. I due non gli danno troppo ascolto, considerandolo un esaltato politico, ma Tevye lo invita comunque a casa per il pasto del Sabbath e gli offre vitto e alloggio in cambio di lezioni talmudiche alle due figlie più piccole. Golde dice a Tevye di incontrarsi con Lazar dopo il Sabbath ma non gli rivela il perché, sapendo che Tevye non lo apprezza molto. Tzeitel ha paura che Yente le trovi un marito prima che Motel chieda la sua mano al padre. Ma Motel temporeggia: ha paura del caratteraccio di Tevye e comunque la tradizione impone che sia la sensale a preparare il matrimonio. Inoltre è molto povero e sta risparmiando per comprarsi una macchina da cucire, per poter dare a Tevye l'assicurazione di poter mantenere sua figlia. La famiglia, assieme al nuovo ospite Perchik, si riunisce per il pasto del Sabbath e la relativa preghiera (Sabbath Prayer).
Dopo il Sabbath, Tevye si ritrova con Lazar alla taverna del villaggio, credendo che il macellaio voglia comprargli la mucca. Una volta chiarito il malinteso, Tevye acconsente al matrimonio con Tzeitel: con un macellaio come marito, a sua figlia non rimarrà più niente da desiderare. I due brindano alla vita coinvolgendo nell'euforia tutti i avventori, tra cui anche alcuni giovani russi (To Life). Tuttavia, all'uscita dalla taverna Tevye incontra il commissario, che ha il controllo sugli ebrei della città, che lo avverte di un'imminente “piccola dimostrazione non ufficiale” (un eufemismo per pogrom). Personalmente il commissario prova empatia per la comunità degli ebrei, ma non ha nessuna autorità per impedire la violenza.
Il mattino seguente, dopo la lezione delle sorelle più giovani, la secondogenita Hodel prende in giro Perchik per la sua interpretazione marxista di una storia della Bibbia. Lui, in risposta, la critica per la sua osservanza delle vecchie tradizioni del giudaismo mentre il mondo è in profondo cambiamento. Per dimostrarlo, balla con lei, sfidando il divieto che proibisce ai due sessi di ballare assieme: la tenzone intellettuale tra i due inizia a trasformarsi in qualcosa di più profondo.
Più tardi, un Tevye con i postumi di sbornia annuncia di aver accordato la mano della figlia maggiore a Lazar Wolf. Golde è entusiasta, ma Tzeitel è devastata dalla notizia e implora il padre di non costringerla. Motel arriva e assicura Tevye di essere lui il marito ideale per Tzeitel, senza contare che i due si sono già promessi di sposarsi. Inoltre gli promette che Tzeitel non patirà la fame con lui. Tevye è sbalordito e indignato da questa violazione della tradizione, ma impressionato dalla dimostrazione di carattere del solitamente timido Motel. Dopo essersi tormentato sulla questione (Tevye's Monologue), acconsente al matrimonio, ma è preoccupato di come comunicare la notizia alla moglie Golde. Motel, fuori di sé dalla gioia, celebra con Tzeitel l'inaspettata approvazione (Miracle of Miracles).
A letto con Golde, Tevye fa finta di svegliarsi da un incubo. Golde si offre di darne l'interpretazione e Tevye glielo racconta (Tevye's Dream): la nonna di Golde, di cui Tzeitel porta il nome, torna dall'aldilà per benedire il matrimonio della bisnipote non con Lazar, ma con Motel. Golde è perplessa ma il sogno continua: dalla tomba esce anche la moglie di Lazar, la collerica Fruma-Sarah, che minaccia ritorsioni spaventose se Tzeitel dovesse appropriarsi di suo marito e dei suoi beni materiali. La superstiziosa Golde è terrorizzata e istantaneamente ne conclude che Tzeitel deve sposare Motel, con soddisfazione di Tevye.
Mentre ritorna a casa dalla città, la terzogenita Chava, appassionata lettrice, è molestata da alcuni giovani gentili. Uno di loro però, Fyedka, prende le sue difese e caccia via gli altri. Le presta un libro, e una relazione segreta ha inizio tra i due.
Il matrimonio tra Tzeitel e Motel arriva e tutti gli ebrei si uniscono per la cerimonia: i genitori e i presenti osservano i figli ormai cresciuti e riflettono sul tempo che trascorre inesorabile (Sunrise, Sunset). Ne segue una festa gioiosa (The Wedding Dance), durante la quale Lazar offre un regalo, ma nasce un litigio con Tevye circa la promessa non mantenuta. Perchik mette fine alla disputa rompendo un'altra tradizione: oltrepassa la barriera tra uomini e donne per danzare pubblicamente con Hodel. La festa si interrompe bruscamente quando un gruppo di russi irrompe per la “dimostrazione”, una punizione dimostrativa: i regali vengono distrutti e Perchik, che aveva provato a opporre resistenza, ferito. Per la prima volta Tevye non ha una citazione dalle scritture da poter utilizzare a commento e, assieme alla famiglia, inizia a pulire e a rimettere ordine.

### Secondo atto
Mesi più tardi, Perchik comunica a Hodel che deve andare a Kiev per aiutare a preparare la rivoluzione. Propone di sposarsi, e le promette che la manderà a chiamare per raggiungerlo. Lei acconsente (Now I Have Everything). I due comunicano il fidanzamento a Tevye, che rimane scandalizzato all'idea di vederli trasgredire alla tradizione scegliendo da soli chi sposare, soprattutto con la partenza imminente di Perchik. Quando vieta il matrimonio, Perchik e Hodel lo informano che non stanno chiedendo il suo permesso, ma solo la sua benedizione. Dopo un altro tormentato conflitto interiore, Tevye cede: il mondo sta cambiando, e lui deve cambiare con esso (Tevye's Rebuttal). Informa i giovani che dà la sua benedizione... e anche il suo permesso.
Tevye racconta l'avvenuto ad una sbalordita Golde “l'amore è il nuovo stile”. Tevye chiede alla moglie se, nonostante il loro matrimonio combinato, lei lo ami (Do You Love Me?). Dopo aver respinto la domanda di Tevye come sciocca, alla fine lei ammette che dopo venticinque anni di vita assieme, dopo aver condiviso tanti problemi e aver cresciuto cinque figlie, ritiene di amarlo. Tevye, ugualmente, ritiene di ricambiare. Nel mentre, Yente rivela a Tzeitel di aver visto Chava e Fyedka assieme. La notizia che Perchik sia stato arrestato a Kiev e mandato in esilio in Siberia si espande velocemente per Anatevka (The Rumor/I Just Heard) e Hodel è intenzionata a raggiungerlo. Alla stazione ferroviaria, spiega al padre che la sua casa è dove si trova il suo amato, dovunque egli sia, nonostante non smetterà mai di amare la propria famiglia (Far From the Home I Love). 
Passa del tempo. Motel ha acquistato una macchina da cucire usata e lui e Tzeitel hanno avuto un bambino. Chava finalmente trova il coraggio di chiedere al padre di acconsentire al matrimonio con Fyedka. Ancora una volta Tevye si interroga e si tormenta sulla questione, ma accettare un matrimonio al di fuori della fede ebraica è una frontiera che non può oltrepassare. Ordina a Chava di non parlare più a Fyedka. Quando si scopre che Chava e Fyedka sono fuggiti assieme, Tevye si interroga su dove abbia potuto sbagliare (Chavaleh Sequence). Chava torna e cerca di spiegare le sue proprie ragioni al padre, ma lui rifiuta di parlarle e ordina al resto della famiglia di considerarla morta. Nel frattempo, si propagano voci di russi che espellono gli ebrei dai villaggi. Mentre gli abitanti di Anatevka si riuniscono, arriva il commissario per annunciare a tutti che hanno tre giorni di tempo per imballare i propri beni e abbandonare la città. Sconvolti, gli abitanti obbediscono e pensano a quanto sarà difficile abbandonare il luogo che per così tanto tempo è stato la loro casa (Anatevka).
Mentre gli ebrei lasciano Anatevka, Chava e Fyedka si fermano per annunciare alla famiglia di Tevye che loro partiranno per Cracovia, non intenzionati a restare tra persone che possono compiere simili azioni contro il prossimo. Tevye non rivede la propria posizione sul non parlare alla figlia, ma quando Tzeitel dà l'addio alla sorella lui la sollecita ad aggiungere “Dio sia con te”. Anche Motel e Tzeitel andranno in Polonia, ma raggiungeranno il resto della famiglia una volta messo da parte abbastanza denaro. Mentre Tevye, Golde e le due figlie più piccole lasciano il villaggio diretti in America, il violinista riprende a suonare. Infine, anche lui li segue.

## Differenze con il materiale letterario originale
Nel testo originale di Shalom Alechem, alla fine il lattaio resta vedovo ed emigra in Israele da solo perché il genero, ebreo molto ricco, ha vergogna di avere un suocero di umile estrazione e condizione; dunque lo spinge ad andarsene. Una figlia si è suicidata buttandosi nel fiume.

## Numeri musicali
- Prologue: Tradition — Tevye and the Company
- Matchmaker — Tzeitel, Hodel and Chava
- If I Were a Rich Man — Tevye
- Sabbath Prayer — Tevye, Golde and the Company
- To Life — Tevye, Lazar Wolf and the Company
- Tevye's Monologue — Tevye
- Miracle of Miracles — Motel
- Tevye's Dream — Tevye, Golde, Grandma Tzeitel, Fruma-Sarah and the Company
- Sunrise, Sunset — Tevye, Golde, Perchik, Hodel and the Company
- The Bottle Dance — Instrumental

- Now I Have Everything — Perchik and Hodel
- Tevye's Rebuttal — Tevye
- Do You Love Me? — Tevye and Golde
- The Rumor — Yente and villagers
- Far From the Home I Love — Hodel
- Chaveleh (Little Bird) — Tevye
- Anatevka — The Company
- The Leave Taking - Tevye, Family and Fiddler

La ripresa del 2004 contiene una canzone cantata da Yente ed alcune donne del villaggio, intitolata "Topsy Turvy," che tratta del ruolo scomparso della sensale di matrimoni nella società.

## Produzioni

### Broadway
La produzione originale di Broadway, che debuttò nel 1964 con Zero Mostel, Bea Arthur, Austin Pendleton, Bert Convy, Julia Migenes, Joanna Merlin, Leonard Frey e John Serry Sr. (il fisarmonicista orchestrale), fu la prima, nella storia del musical, a superare le 3.000 rappresentazioni. Fiddler conquistò il record di maggior numero di rappresentazioni per quasi dieci anni, fino a quando questo non venne superato da Grease. Esso rimane in ogni caso nella storia di Broadway. La produzione fu un grande successo sia per l'accoglienza della critica che per dell'apprezzamento del pubblico. Ricevette la nomina a dieci Tony Award, vincendone nove, compresi quelli per Best Musical, opera, libretto, regia e coreografia (Jerome Robbins, lo stesso di West Side Story) e miglior attore, assegnato a Mostel.
Esso è stato ripreso per ben quattro volte a Broadway e dal musical è stato tratto il film di successo Il violinista sul tetto nel 1971, con la regia di Norman Jewison. Il musical ha ottenuto un grande successo internazionale, restando ancora oggi una scelta popolare per rappresentazioni a livello scolastico e compagnie dilettantistiche. Nel 1969 come Anatevka ha la prima al Theater an der Wien.

### Italia
Nonostante il grande successo negli Stati Uniti ed in altri posti nel mondo, la prima versione ufficialmente autorizzata del Violinista sul Tetto/Fiddler on the Roof in Italia risulta essere quella di Moni Ovadia nella stagione teatrale 2002/2003. Nel corso di tale spettacolo, Moni Ovadia propose i numeri musicali nella versione in lingua yiddish, in linea con la propria scelta di divulgazione culturale della cultura yiddish. La tournée ebbe grande successo, con riscontro di pubblico e di critica.
La prima versione autorizzata del Violinista sul Tetto in lingua italiana integrale (comprensiva quindi anche dei numeri musicali) è stata messa in scena al Teatro Rina e Gilberto Govi di Genova dalla compagnia amatoriale "Gli Amici di Jachy" nel gennaio 2013.

## Personaggi principali e interpreti
| Personaggio   | Descrizione                    | Broadway, 1964   | Londra, 1967      | Italia, 2002      | Altri interpreti |
| ------------- | ------------------------------ | ---------------- | ----------------- | ----------------- | --- |
| Tevye         | Devoto lattaio di Anatevka     | Zero Mostel      | Chaim Topol       | Moni Ovadia       | Luther Adler, Theodore Bikel, Danny Burstein, Brent Carver, William Conrad, Harvey Fierstein, Jack Gilford, Henry Goodman, Jonathan Hadary, Kurt Kasznar, Mark Jacoby, Robert Merrill, Alfred Molina, Andy Nyman, Tom Poston, Jan Peerce, Robert Petkoff, Ivan Rebroff, Bryn Terfel, Giorgio Tozzi |
| Golde         | Moglie di Tevye                | Maria Karnilova  | Miriam Karlin     | Lee Colber        | Adrienne Barbeau, Maria Friedman, Randy Graff, Jessica Hecht, Sara Kestelman, Beverley Klein, Thelma Lee, Marcia Lewis, Andrea Martin, Leila Martin, Peg Murray, Rosie O'Donnell, Sheila Smith, Lara Pulver                                                                                        |
| Tzeitel       | Primogenita di Tevye e Golde   | Joanna Merlin    | Rosemary Nicols   | Elena Sardi       | Sharon Lawrence, Bette Midler, Jessie Mueller, Alexandra Silber |
| Hodel         | Secondogenita di Tevye e Golde | Julia Migenes    | Linda Gardner     | Giada Lorusso     | Christine Andreas, Betsy Joslyn, Judy Kaye, Laura Michelle Kelly, Victoria Mallory, Marti Rolph, Alexandra Silber |
| Chava         | Terzogenita di Tevye e Golde   | Tanya Evertt     | Caryl Little      | Federica Armillis | Melanie Moore |
| Motel Kamzoil | Sarto di Anatevka              | Austin Pendleton | Jonathan Lynn     | Enrico Fink       | Adam Kantor, Jack Kenny, Jerry Zaks |
| Perchik       | Giovane rivoluzionario         | Bert Convy       | Sandor Elès       | Eyal Lerner       | Stewart Clarke, Corey Cott, Peter Darling, Damian Humbley, Ben Rappaport, Robert Petkoff |
| Yente         | Shadchan del villaggio         | Bea Arthur       | Cynthia Grenville | Daniela Terreri   | Maria Charles, Anita Dobson, Louise Gold, Jackie Hoffman, Beverley Klein, Alix Korey, Thelma Lee, Julie Legrand, Nancy Opel |

## Riconoscimenti
Tony Awards
Produzione originale di Broadway
- Best Musical (winner)
- Composer and lyricist – Jerry Bock and Sheldon Harnick (winner)
- Leading actor in a Musical – Zero Mostel (winner)
- Featured actress – Maria Karnilova (winner)
- Author – Joseph Stein (winner)
- Producer – Harold Prince (winner)
- Director – Jerome Robbins (winner)
- Choreographer – Jerome Robbins (winner)
- Costume designer – Patricia Zipprodt (winner)
- Scenic Design – Boris Aronson (nominee)
- 1972 Special Award – on becoming the longest-running musical in Broadway history

1981 Broadway revival
- Best Actor in a Musical – Herschel Bernardi (nominee)

1990 Broadway revival
- Best Revival (winner)
- Best Actor in a Musical – Topol (nominee)

2004 Broadway revival
- Best Revival of a Musical (nominee)
- Best Actor in a Musical – Alfred Molina (nominee)
- Best Featured Actor in a Musical – John Cariani (nominee)
- Best Scenic Design (nominee)
- Best Lighting Design (nominee)
- Best Orchestrations (nominee)

Drama Desk Award
2004 Broadway revival
- Outstanding Revival of a Musical (nominee)
- Outstanding Actor in a Musical – Alfred Molina (nominee)
- Outstanding Set Design of a Musical (nominee)

## Adattamenti
La versione cinematografica venne realizzata nel 1971 con la regia di Norman Jewison, e vinse tre Oscar, compreso uno per l'arrangiatore delle musiche John Williams. Chaim Topol sostenne il ruolo di Tevye.
Un adattamento televisivo venne realizzato dalla ABC, con Victor Garber.